# 十字架を担うキリスト (エル・グレコ、メトロポリタン美術館)
『十字架を担うキリスト』（じゅうじかをになうキリスト、西: Cristo abrazado a la cruz、英: Christ Carrying the Cross）は、ギリシア・クレタ島出身のマニエリスム期のスペインの巨匠エル・グレコが1577-1587年に制作したキャンバス上の油彩画である。画家の「十字架を担うキリスト」を主題とする作品は真作だけでも11-19点にのぼり、この主題がいかに顧客に好まれたかがわかる。その一連の作品の中で最も初期の作品であると考えられる本作は、アメリカの銀行家ロバート・レーマンの所有であったが、1969年に氏のコレクションとともにニューヨークのメトロポリタン美術館に寄贈された。

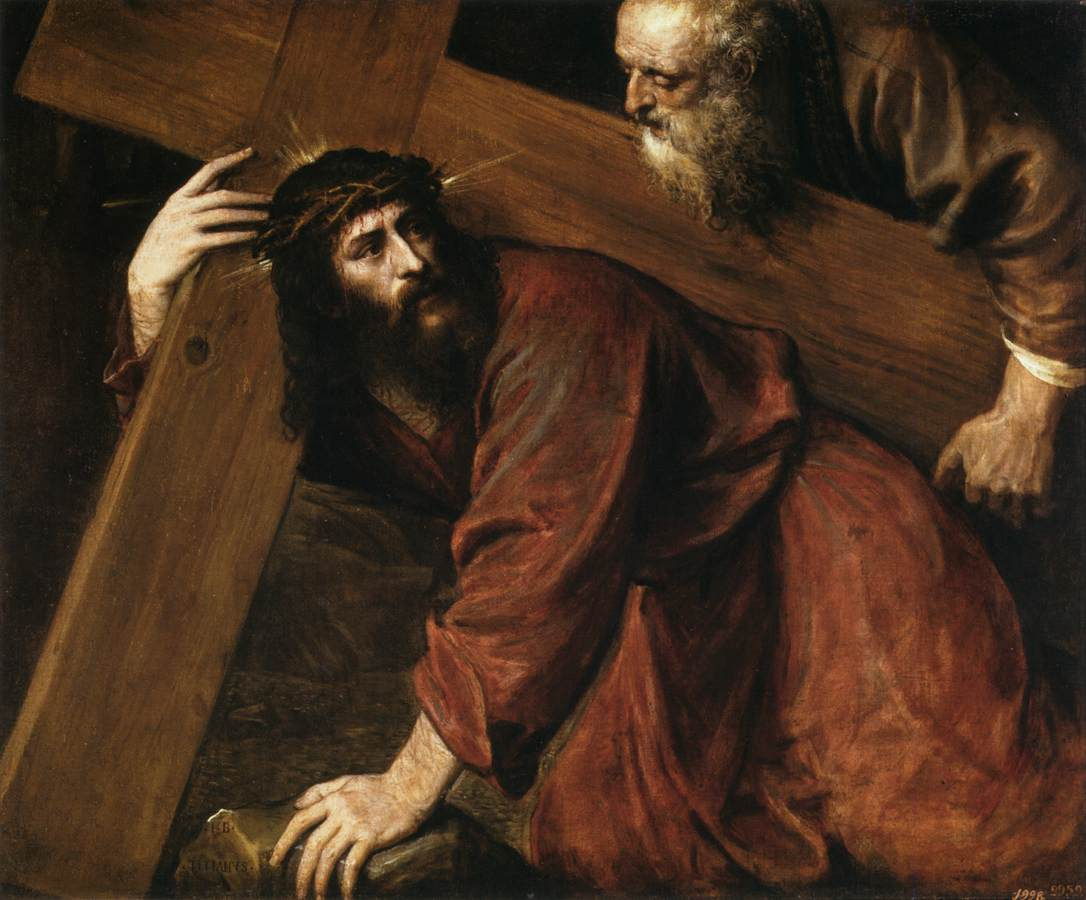
ティツィアーノ『十字架を担うキリスト』 (1560年ごろ) プラド美術館

## 解説
イエス・キリストは重い十字架を背負って、ゴルゴタの丘を登ったと伝えられているが、4つの福音書の中でこのことを記しているのは「ヨハネによる福音書」(19章17節) のみである。「マタイによる福音書」、「マルコによる福音書」、「ルカによる福音書」によれば、十字架を背負わされたのはキレネ人のシモンであった。
エル・グレコは、16世紀ヴェネツィア派の巨匠ティツィアーノなどが描く、重い十字架に打ちひしがれる苦悩の犠牲者キリストという叙述的な図像を採用していない。本作においてキリスト以外の人物は描かれておらず、場面も明らかではない。この作品は迫真的臨場感のある礼拝図であり、その茨の冠の下に見える表情から明らかなように、自らに課せられた運命を受け入れ、父なる神とすでに一体化したキリストは、贖い主として人類を救済する王たるキリストとして描かれている。
刑冠のキリストは、男性的な美しい顔立ち、太く力強い頸筋、逞しい体躯、そして、いかにもエル・グレコらしい優美な手を見せる。目にはこれ見よがしに涙が光り、恍惚たる表情で天を見あげている。額と頸筋には血が滴っている。キリストは、神聖な真理を象徴するサファイアの青色と、神聖な愛を象徴するルビーの赤色の衣服を着て、重い十字架を軽く抱いている。このように各モティーフは見る者の感傷に訴えることが意図され、その結果、キリストの精神的肉体的苦痛の表現は問題にされず、すべては甘く感傷的で芝居がかってさえいる。
エル・グレコの「十字架を担うキリスト」の図像は2種類に大別される。第1のタイプは、本作のようにキリストが進行方向に天を仰ぎ、両手を含めて上半身全体が描かれているタイプである。第2のタイプ (ティッセン＝ボルネミッサ美術館所蔵作など) は、キリストが首を曲げて斜めに天を仰ぐ姿がいっそう近くから捉えられているタイプである。どちらのタイプも極めて感傷的な性格を持っていることで共通している。

## エル・グレコの『十字架を担うキリスト』

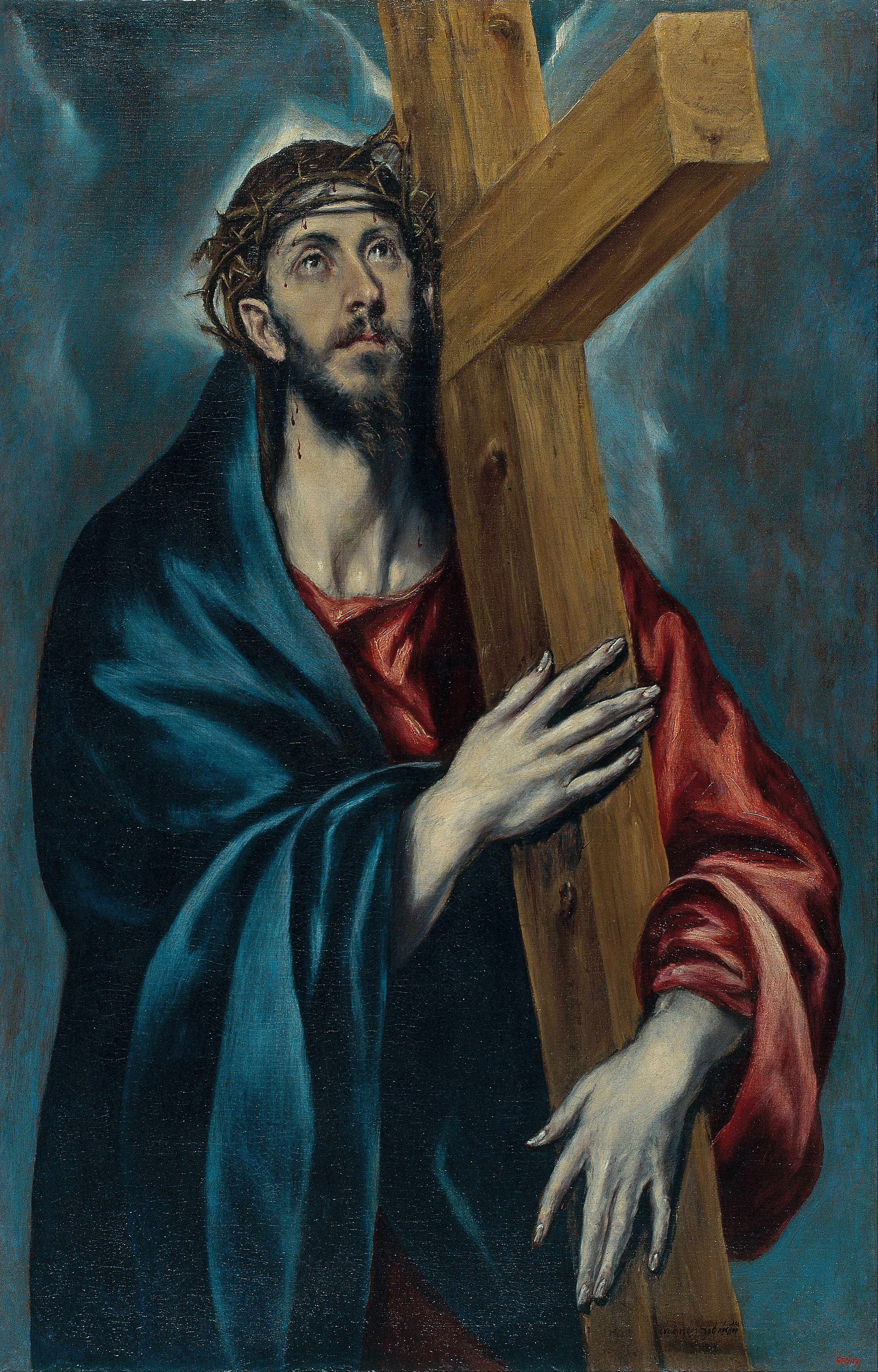
『十字架を担うキリスト』（1590-1595年ごろ）カタルーニャ美術館 (バルセロナ)
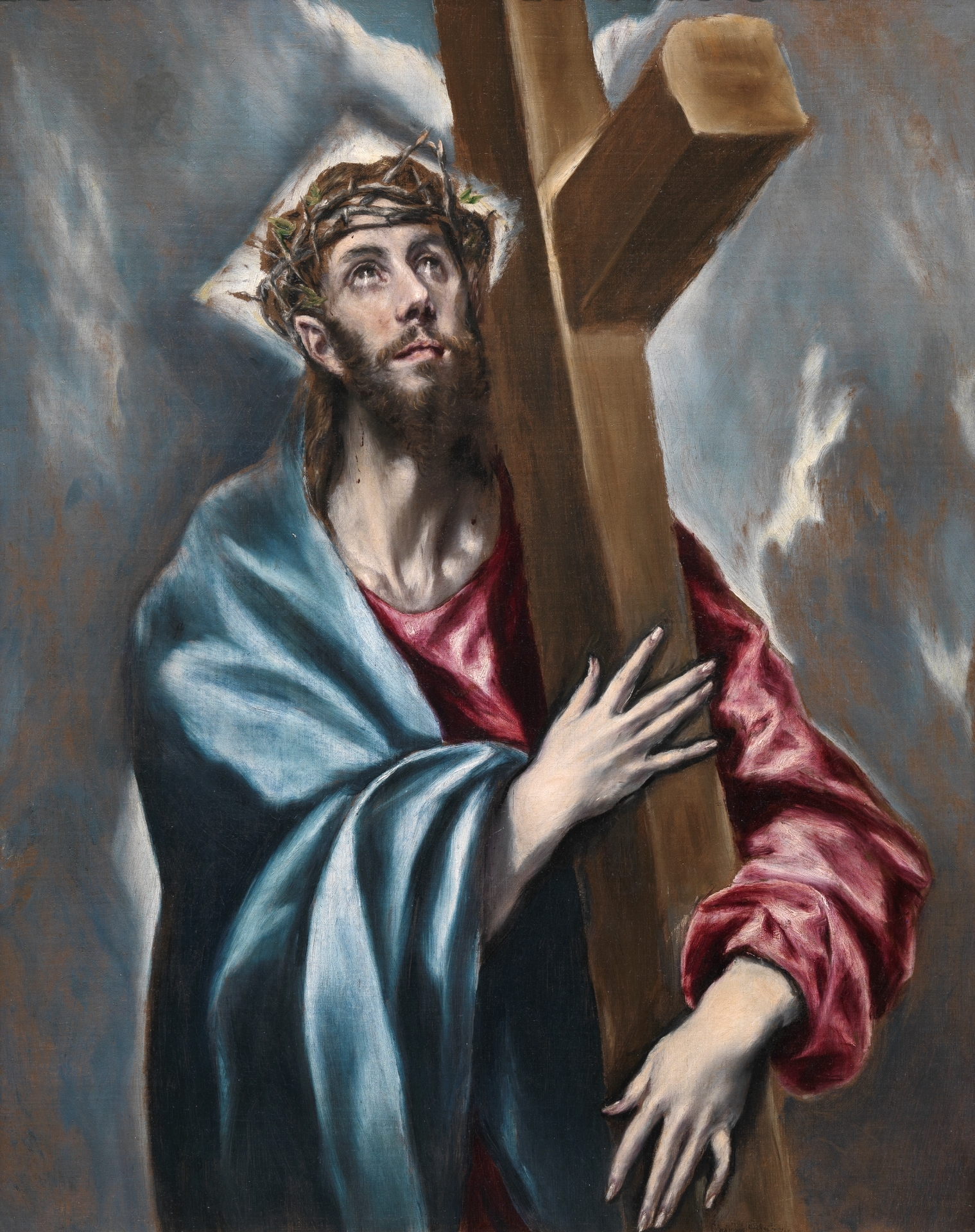
『十字架を担うキリスト』（1597-1600年ごろ）プラド美術館 (マドリード)
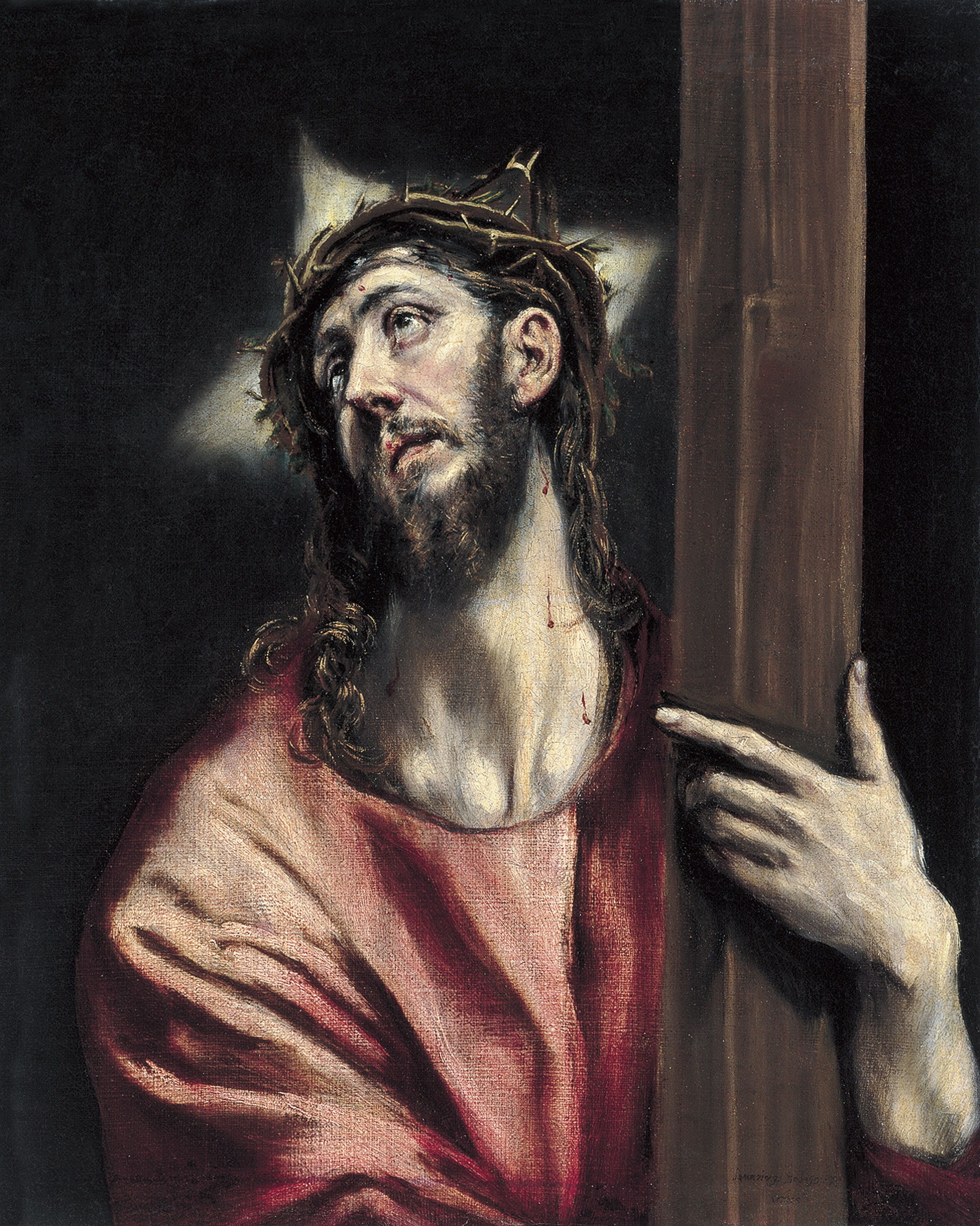
『十字架を担うキリスト』（1590年ごろ）ティッセン＝ボルネミッサ美術館 (マドリード)
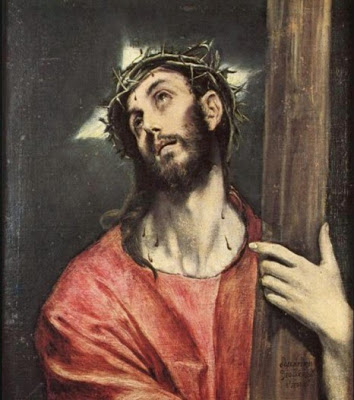
『十字架を担うキリスト』（1590-1595年ごろ）シンタス財団 (Cintas Foundation)